# Ibbin Siman
Ibbin Siman (arab. أبين سمعان) – miejscowość w Syrii, w muhafazie Aleppo. W 2004 roku liczyła 6220 mieszkańców.